# Дрімлюга пуерто-риканський
Дрімлюга пуерто-риканський (Antrostomus noctitherus) — вид дрімлюгоподібних птахів родини дрімлюгових (Caprimulgidae). Ендемік Пуерто-Рико.

## Опис

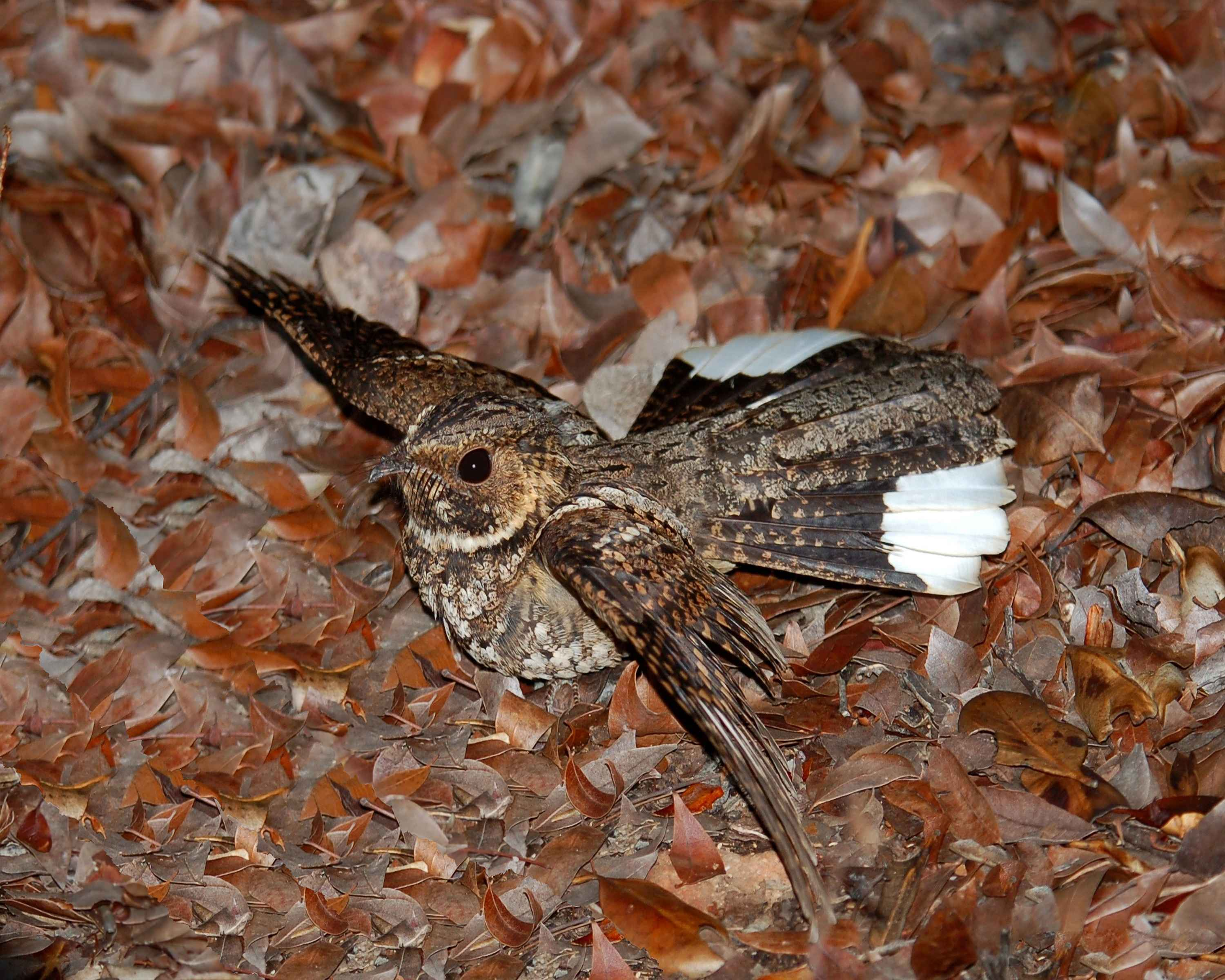
Самець пуерто-риканського дрімлюги

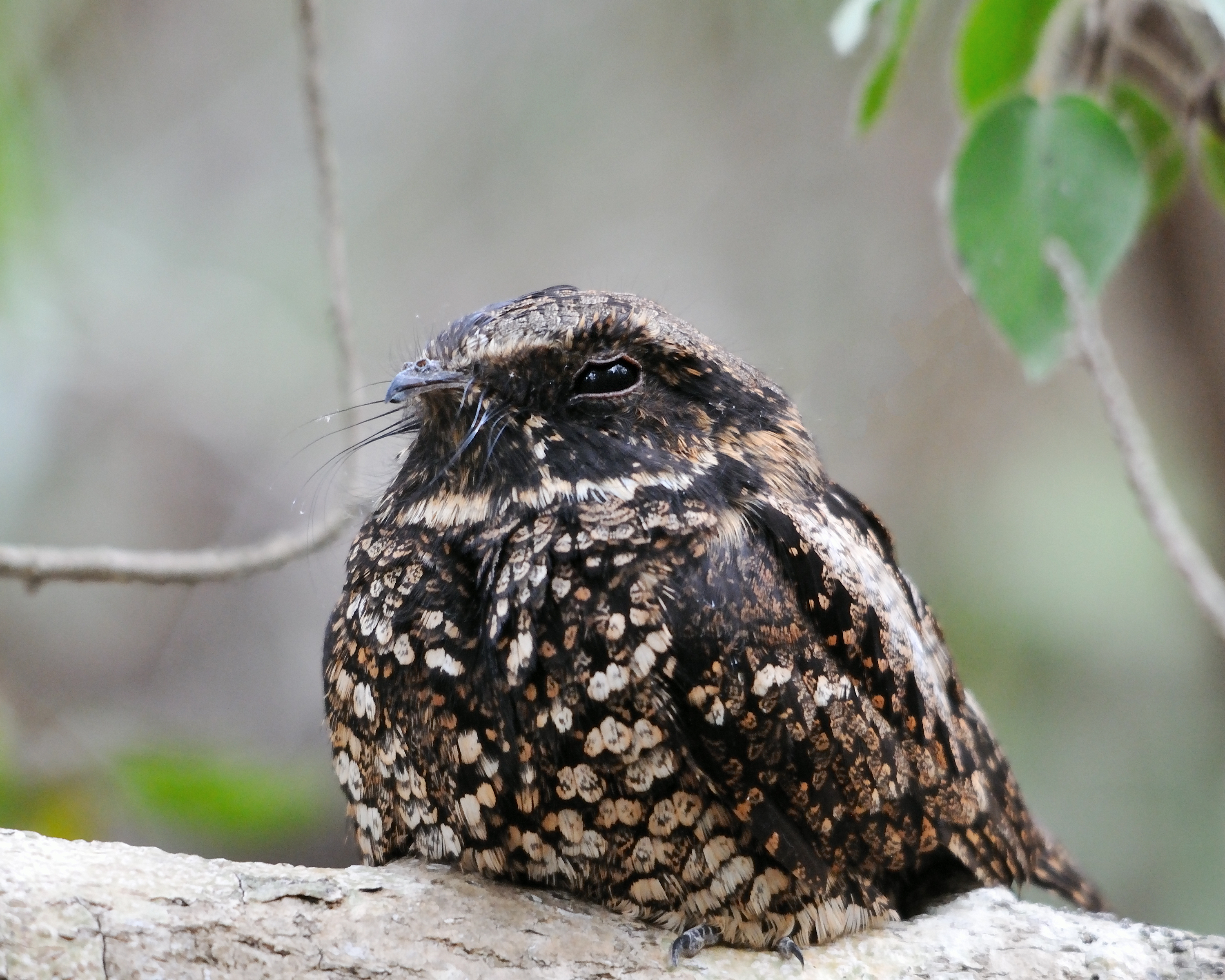
Пуерто-риканський дрімлюга

Довжина птаха становить 22-23 см, вага 39-41 г. Пістряве, чорно-коричнево-сіре забарвлення допомагає пуерто-риканському дрімлюзі маскуватися серед опалого листя, коли він відпочиває вдень, лежачи на землі. У самців горло чорне з білою горизонтальною смугою. Крайні стернові пера на кінці білі, помітні в польоті. У самиць ті частини оперення, які у самців є білими, мають охристе забарвлення. Очі великі, темні, дзьоб короткий, сірий, лапи сірі.

## Поширення і екологія
Пуерто-риканські дрімлюги раніше були поширені на всій території острова Пуерто-Рико, однак нині їх ареал обмежений півднем острова. Вони живуть в сухих тропічних лісах Пуерто-Рико, на висоті від 75 до 620 м над рівнем моря, зокрема в заповідниках Сусуа, Гуаніка і Марікао
. Живляться комахами, яких ловлять в польоті. Сезон розмноження триває з квітня по червень. Відкладають яйця просто на землю, серед опалого листя. В кладці від 1 до 2 світло-коричневих яєць, поцяткованих темно-коричневими або фіолетовими плямами. Інкубаційний період триває 18-20 днів, насиджує переважно самець. Пташенята починають літати на 14 день після вилуплення.

## Збереження
Пуерто-риканські дрімлюги були відкриті за зразком шкіри, знайденим на півночі острова у 1888 році, а згодом за кістьми, знайденими в печері на півночі острова у 1916 році. На момент описання вид вважався вимерлим, однак у 1961 році в лісі Гуаніка науковці знайшли живого пуерто-риканського дрімлюгу. Наразі МСОП класифікує цей вид як такий, що перебуває під загрозою зникнення. За оцінками дослідників, популяція пуерто-риканських дрімлюг становить від 1400 до 2000 птахів. Їм загрожує знищення природного середовища, а також хижацтво з боку інтродукованих видів тварин.